# Тамбау
Тамбау (порт. Tambaú)  —  муниципалитет в Бразилии, входит в штат Сан-Паулу. Составная часть мезорегиона Кампинас. Входит в экономико-статистический  микрорегион Сан-Жуан-да-Боа-Виста. Население составляет 24 033 человека на 2006 год. Занимает площадь 561,566 км². Плотность населения — 42,8 чел./км².
Праздник города —  20 августа.

## История
Город основан 27 июля 1886 года. 

## Статистика
- Валовой внутренний продукт на 2003 составляет 581.213.231,00 реалов (данные: Бразильский институт географии и статистики).
- Валовой внутренний продукт на душу населения на 2003 составляет 25.031,79 реалов (данные: Бразильский институт географии и статистики).
- Индекс развития человеческого потенциала на 2000 составляет 0,792 (данные: Программа развития ООН).